# Grand-Bourgtheroulde
Grand-Bourgtheroulde es una comuna nueva francesa situada en el departamento de Eure, de la región de Normandía.

## Historia
Fue creada el 1 de enero de 2016, en aplicación de una resolución del prefecto de Eure de 9 de diciembre de 2015 con la unión de las comunas de Bosc-Bénard-Commin, Bourgtheroulde-Infreville y Thuit-Hébert, pasando a estar el ayuntamiento en la antigua comuna de Bourgtheroulde-Infreville.

## Demografía
| Gráfica de evolución demográfica de Grand-Bourgtheroulde entre 1800 y 2013 |
|                                                                            |

Los datos entre 1800 y 2013 son el resultado de sumar los parciales de las tres comunas que forman la nueva comuna de Grand-Bourgtheroulde, cuyos datos se han cogido de 1800 a 1999, para las comunas de Bosc-Bénard-Commin, Bourgtheroulde-Infreville y Thuit-Hébert de la página francesa EHESS/Cassini. Los demás datos se han cogido de la página del INSEE.

## Composición
| Comuna delegada           | Código INSEE | Población (2013) | Superficie (km²) | Densidad (hab./km²) |
| ------------------------- | ------------ | ---------------- | ---------------- | ------------------- |
| Bosc-Bénard-Commin        | 27084        | 311              | 4.21             | 74                  |
| Bourgtheroulde-Infreville | 27105        | 2959             | 11.62            | 255                 |
| Thuit-Hébert              | 27637        | 318              | 3.68             | 86                  |